# ハートフォードシャー
ハートフォードシャー (Hertfordshire) は、東イングランドの地域で、ハートフォードシャー州 (the county of Hertfordshire、Hertfordshire county) とも呼ばれる。大ロンドンの北に隣接し、エセックス州、ベッドフォードシャー州、バッキンガムシャー州、ケンブリッジシャー州などと接している。
デビッド・ベッカムをはじめとする各界の著名人が邸宅を構える高級住宅地が知られる。

## 歴史
中石器時代には、人類が今日の州内で活動していたことが確認されている。新石器時代に入ると農耕がはじまり、青銅器時代初期になると定住がみられるようになった。鉄器時代には新たな部族が流入した。
紀元43年、古代ローマがブリタニアに侵攻すると、この地域に分布していたカトゥウェラウニ族は和平を受け入れ、ローマ式の生活に同化した。その結果、いくつかの新しい町が発展した。そのうちウェルラミウム（セント・オールバンズ）では293年ごろ、ブリタニアで初めての殉教が発生したとされる。ブリトン人のローマ兵であった聖オールバンは、キリスト教の神父の身代わりとなってホリーウェルの丘で斬首された。ハートフォードシャーの紋章に描かれている青地に黄色のX型十字は、オールバンが殉教した十字架を表している。オールバンはまた、州の守護聖人でもある。
5世紀はじめにローマ軍が撤退すると、アングロサクソン人が到来し定住した。6世紀はじめまでに、今日の州の大部分はエセックス王国の版図となった。この比較的短命な王国は9世紀に崩壊し、ハートフォードシャーの領土は西アングル人のマーシア王国のものとなった。最終的に10世紀、ウェセックス王国とマーシア王国が統合してイングランドの州（シャイア）のひとつとなった。
ノルド人の侵攻が激しい時期には、ハートフォードシャーは戦闘の最前線となった。エドワード長兄王はノルド人に占領された土地を奪還するため、ハートフォードに城砦を築き、この地域におけるノルド人の活動を妨げた。長兄王の父アルフレッド大王はリー川をイングランド王国とノルド人の王グズルムの縄張りの境界と定め、州の北部と東部をデーンロウとした。しかし、その地域に古ノルド語由来の地名はほとんど残っておらず、今日でもアングロサクソン諸語の特徴がよく残されている。その後も10世紀後半から11世紀はじめにかけて、ハートフォードシャーはデンマーク王スヴェン1世やクヌート大王麾下のノルド人の侵攻に悩まされた。デンマーク王国はエゼルレッド無策王の勢力を切り崩し、政権を転覆させることを目論んでいた。
約1世紀後、ノルマンディー公ウィリアムはバーカムステッドでイングランドの聖俗諸侯の降伏を受け入れたのち、ロンドンに無血入城、ウェストミンスターで戴冠しウィリアム1世となった。彼が編さんを命じたドゥームズデイ・ブックには、州内の9つの村落 (hundreds) が記録されている。
プランタジネット朝に入ると、セント・オールバンズ修道院がマグナ・カルタ起草の舞台となった。薔薇戦争期には、セント・オールバンズでランカスター派とヨーク派による大規模な戦闘が二度にわたり行われた。
チューダー朝のエリザベス1世は、州内のハットフィールド・ハウスに足繁く通った。スチュアート朝のジェームズ1世も狩猟の際に立ち寄ったほか、州内に水路「ニュー・リバー」を建設してロンドンまで水道水を供給させた。
ロンドンが成長するにつれ、ハートフォードシャーとイギリスの首都との距離は近くなってきた。この地域の土地は大部分が貴族の所有で、その引き立てにより地元経済は発展した。しかし、最大の起爆剤は産業革命によりもたらされた。これによって、人口が劇的に増加した。1903年にはレッチワースは世界初のガーデンシティとなったほか、ステーブネージは1946年ニュータウン法に基づいてはじめて再開発が行われた町となった。

## 地理
ハートフォードシャーはイングランド南東部、ロンドンの真北に位置し、行政上はイースト・オブ・イングランドのリージョンに所属する。東でエセックスと、西でバッキンガムシャーと、北でベッドフォードシャーとケンブリッジシャーにそれぞれ隣接する。全ディストリクトにわたり、少なくない人口がセントラル・ロンドンに通勤している。
州の境界は飛び地を解消した1844年カウンティ（分離部分）法で大まかに手直しされたのち、1965年に施行された1963年ロンドン政府法で再度変更された。1965年の変更ではイースト・バーネットとバーネットの各市街地区が廃止されたうえで、今日のグレーター・ロンドンのバーネット区の一部となった。また、ミドルセックスのポッターズ・バー市街地区がハートフォードシャーに編入された。
州内の最高地点はリッジウェイ長距離国立遊歩道上の244メートル地点で、トリング近くのハストーとバッキンガムシャーのドライトン・ボーシャンプの境界となっている。
2011年の国勢調査時点でカウンティを構成していた10のディストリクトのうち、最も人口密度が低かったのはイースト・ハートフォードシャーの1平方キロメートルあたり290人で、最も高かったのはワトフォードの同4210人であった。近隣のベッドフォードシャーやバッキンガムシャーと比べると、ハートフォードシャーはルートンやミルトン・キーンズといった人口20万人以上のタウンやシティが存在しないものの、州の総人口はこれらの州より多い。
州の西端部は丘陵地で、チルターン丘陵がトリングやバーカムステッド、アッシュリッジ・エステートを囲繞している。特別自然美観地域がヒッチンの近くから北へ、バークシャーやオックスフォードシャーへ続いている。州東部は農村地帯で標高も西端部に比べれば低いが、それでも小さな丘陵が存在する。
非公式ではあるが、ハートフォードシャーの州花はオキナグサ（パスクフラワー）である。

## 交通
ハートフォードシャーはロンドンとイングランド中部・北西部を結ぶ交通の通過点となっており、結果として交通の便が良い。過去には運河が重要な役割を担った他、現在も複数の鉄道や高速道路が通っている。
主な道路では、ヨークシャー、スコットランドへのA1 (Great North Road)、北ウェールズへのA5 (en:Watling Street) 、中部イングランドへのA41 (en:Sparrows Herne turnpike) が域内を南北に通過している。東西方向の主な道路は、南部ではA414、北部ではA505である。この他、高速道路ではM1、A1(M)がいずれも南北方向に通じている他、ロンドンの外郭環状道路であるM25が南端部を掠めている。
主な鉄道路線としては、スティーブニッジをとおりヨークシャー、スコットランドを結ぶ東海岸本線、ワトフォード (Watford) をとおり中部イングランド、ウェールズ、北西イングランドとグラスゴーを結ぶ西海岸本線の2大幹線を始めとした複数の幹線が南北に横切っているが、東西方向にはワトフォード - セント・オールバンズ (St.Albans) やヒッチン (Hitchin) - ロイストン (Royston) - ケンブリッジ (Cambridge) など一部に存在するのみである。
また、ワトフォードへはロンドン地下鉄が伸びてきており、通勤客の重要な足となっている。
ハートフォードシャー内ではないが、スタンステッド、ルートンの2つの国際空港が隣接地域に所在している。

## スポーツ

### 水上スポーツ
ブロクスバーンのウォルサム・クロスにあるリー・バレー・ホワイト・ウォーター・センターは、2012年ロンドンオリンピックに向けて2010年にオープンしたホワイトウォーター競技場である。全長300メートルのグレード6「オリンピック」コースと、同160メートルのグレード3「レガシー」コースの2本のコースが設定されている。同オリンピック期間中は、カヌーとカヤックのスラローム種目の会場となった。
リー・バレーは、国際カヌー連盟 (ICF) 主催のカヌースラローム世界選手権の会場にも2015年と2023年の二回選ばれた。このうち2023年の大会では、イギリスが金メダル5個を獲得し、メダル獲得数で首位となった。

### サッカー

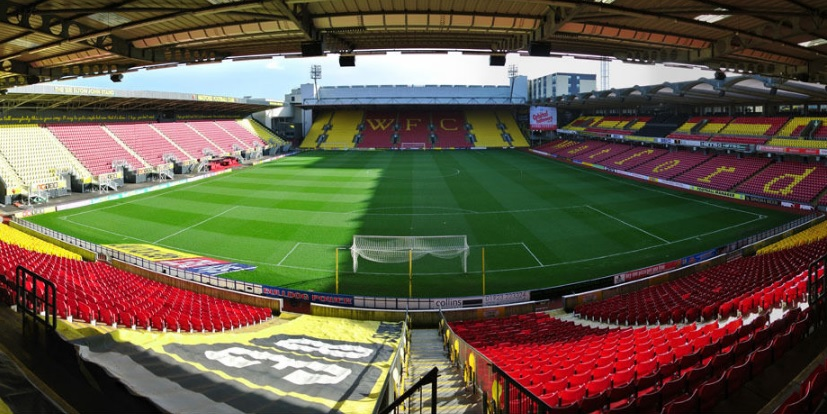
ワトフォードのヴィカレージ・ロード・スタジアム

2021 - 22年シーズン時点で、ワトフォードFC、スティヴネイジFC、アーセナル・ウィメンFC、ボレアム・ウッドFCの4つのプロサッカーチームが所在する。
ワトフォードは1922年以来、ヴィカレージ・ロードを本拠地としている。1920年、フットボールリーグ・ディビジョン3に創設メンバーとして加入し、1982 - 83年シーズンにはディビジョン1でリヴァプールFCに次ぐ2位につけた。2024 - 25年シーズンは、イングランド2部のEFLチャンピオンシップに所属している。
スティヴネイジFCは1976年、スティヴネイジ・バラとして発足し、1980年以降ブロードホール・ウェイを本拠地としている。2007年のFAトロフィーでは決勝でキダーミンスター・ハリアーズFCを3対2で下し、新しいウェンブリー・スタジアムで行われた大会ではじめて優勝したクラブとなった。2023 - 24年シーズンは、イングランド3部のEFLリーグ1に所属している。
アーセナルFCはロンドンのイズリントン区にあるエミレーツ・スタジアムを本拠地としているが、ハートフォードシャーにもトレーニング場を持っている。
アーセナル・ウィメンFCは、ボアハムウッドのメドウ・パークを本拠地とする。1987年の発足で、2011年よりウィメンズ・スーパーリーグに所属している。
このほかにも、多くのセミプロやアマチュアのクラブが存在する。最も有力なのはヘメル・ヘンプスタッド・タウンFCとセント・オールバンズ・シティFCで、いずれもイングランド6部のナショナルリーグ・サウスに所属している。

### ラグビー
ヘメル・スタッグスはヘメル・ヘムステッドを拠点とするラグビーリーグのチームで、1981年にクラブ創設からペナイン・ウェイ・スタジアムでプレイしている。2018年までイギリス3部のリーグ1に所属していたが、2024年シーズンはイースト・ラグビー・リーグに入っている。

## ハートフォードシャーを舞台とする作品
- 真面目が肝心（オスカー・ワイルド） - ジャック・ワーシングのカントリーハウスが州内にあるという設定。
- 高慢と偏見（ジェイン・オースティン）[14]
- 荒涼館（チャールズ・ディケンズ） - セントオールバンズ郊外にジャーンダイス氏の荒涼館がある[15]。
- ハワーズ・エンド（E・M・フォースター） - スティーブニッジ近郊のルックス・ネスト・ハウスが同名の住宅のモデル[16]。
- 動物農場（ジョージ・オーウェル） - 1936年から1940年まで、作者が州内ウォリントンに住んでいたころに着想を得ている[17][18][19]。